# Phaedropsis beckeri
Phaedropsis beckeri is een vlinder uit de familie van de grasmotten (Crambidae). De wetenschappelijke naam van deze soort is voor het eerst gepubliceerd in 1995 door Eugene Gordon Munroe.
Deze soort komt voor in Venezuela.